# Jan Gotlib Bloch
Ivan Stanislavovic Bloch (polacco: Jan Gotlib Bloch; russo: Иван Станиславович Блиох, Ivan Bliokh; tedesco: Johann von Bloch; francese: Jean de Bloch; Radom, 24 luglio 1836 – Varsavia, 25 dicembre 1902) è stato un banchiere e un finanziere delle ferrovie polacco.
Dedicò la sua vita privata allo studio della moderna guerra industriale. Fu affascinato dalla devastante vittoria della Germania/Prussia sulla Francia del 1870, che gli suggerì che la soluzione dei problemi diplomatici attraverso la guerra industriale era diventata obsoleta in Europa. Pubblicò il suo capolavoro in sei volumi  La Guerre Future a Parigi nel 1898, reso popolare nella versione inglese Is War Now Impossible?.

## Contributi alla teoria
L'analisi dettagliata della guerra industriale compiuta da Bloch con le sue implicazioni tattiche, strategiche e politiche si è ampiamente diffusa in Europa. Le tesi principali di Bloch erano queste:
- Le innovazioni nella tecnologia delle armi (ad esempio la polvere da sparo senza fumo, il miglioramento del design dei fucili, le mitragliatrici Maxim) avevano reso obsolete le manovre in campo aperto come le cariche di cavalleria e l'utilizzo della baionetta. Bloch concluse che una guerra tra le grandi potenze sarebbe stata una guerra di trincea e che anche gli attacchi rapidi e le vittorie decisive erano una cosa del passato. Egli fu in grado di calcolare che gli uomini al riparo delle trincee avrebbero goduto di un vantaggio quattro volte superiore sulla fanteria che avanzava in campo aperto.
- Le società industriali avrebbero dovuto risolvere la situazione di stallo risultante impegnando eserciti composti da milioni di uomini, invece che dalle decine di migliaia delle guerre precedenti. Si sarebbe così sviluppato un enorme fronte di battaglia. Una guerra di questo tipo non avrebbe potuto risolversi rapidamente.
- La guerra sarebbe divenuta un duello di potenza industriale, una questione di logoramento economico totale. Gravi sconvolgimenti economici e sociali avrebbero condotto al rischio imminente di carestie, di malattie, della "rottura dell'intera organizzazione sociale" e di rivoluzioni dal basso.

## Influenza
Bloch partecipò alla prima Conferenza dell'Aia nel 1899, probabilmente su invito dello zar Nicola II, e distribuì copie della sua opera ai delegati delle missioni diplomatiche di 26 stati, con scarso successo. Anche il pubblicista britannico Stead lavorò per diffondere le intuizioni di Bloch. In ogni particolare, la ricerca teorica di Bloch fu respinta o ignorata. Ai lettori inglesi di The Contemporary Review, Bloch scrisse nel 1901:
Essendomi occupato per oltre quattordici anni dello studio della guerra in tutte le sue fasi ed aspetti, sono sbalordito di scoprire che la notevole evoluzione che sta rapidamente trasformando la spada in un vomere è passata quasi inosservata anche da parte degli osservatori di professione che sono pagati per stare bene in guardia. Nella mia opera sulla guerra del futuro mi sono sforzato di tracciare un quadro di questo interessante processo. Ma scrivendo per specialisti, sono stato obbligato ad entrare ampiamente in dettagli, la cui analisi si è dilungata per 3.084 pagine. I fatti che sono lì raccolti, e le conseguenze che ne scaturiscono, si scontrano in maniera troppo forte con gli interessi consolidati della classe più potente della comunità per consentire che siano immediatamente incorporati in misure di riforma. E questo l'ho previsto fin dall'inizio. Ciò che non potevo prevedere era la testardaggine che non solo rifuggiva dal prendere provvedimenti ma si prefiggeva di alterare e di distorcere i fatti. Il patriottismo è altamente rispettabile, ma è pericoloso identificarlo con gli interessi di una classe. La fermezza con cui la classe militare resta aggrappata al ricordo di uno stato di cose che è già morto è patetica e onorevole. Sfortunatamente è anche costosa e pericolosa. Perciò ora mi azzardo a fare appello alle masse britanniche, i cui interessi vitali sono in gioco e il cui verdetto deve essere definitivo.
I patrioti dell'Europa rimasero indifferenti. I comandanti della cavalleria francese e della fanteria britannica impararono le lezioni di Bloch mediante un processo di prova ed errore solo una volta che la guerra "impossibile" di Bloch, la prima guerra mondiale, era iniziata. Le monarchie russa e tedesca si rivelarono ugualmente incapaci di assimilare le parole ammonitrici di Bloch a proposito delle rivoluzioni, pagandone il prezzo rispettivamente con l'esecuzione sommaria e l'esilio.
La preveggenza di Bloch è alquanto limitata da ciò che si rivelò una sottovalutazione del significato tattico e strategico del fuoco indiretto (ad es. l'artiglieria), e dalla sua incapacità di prevedere lo sviluppo del carro armato blindato e dell'aviazione militare. Bloch inoltre non riuscì a capire il potenziale del trasporto automobilistico non ferroviario. Nessuna di queste sviste, tuttavia, era abbastanza significativa da compromettere il valore delle sue più ampie osservazioni, per il periodo prima del 1930 circa.
Un Museo internazionale della guerra e della pace dedicato a Bloch fu fondato a Lucerna, Svizzera, nel 1902. Secondo peacemuseums.org , esso fu distrutto in una delle successive guerre mondiali, malgrado la neutralità della Svizzera.

## Ruolo nella teoria contemporanea
Bloch sopravvisse abbastanza a lungo dopo la pubblicazione della sua teoria da rivolgere i suoi talenti analitici all'indagine sulle barriere istituzionali che impedivano l'adozione della teoria da parte dei vertici militari. Sembra abbia concluso che i militari dovessero essere aggirati, facendo un appello più diretto agli elettori.
La teoria contemporanea tratta Bloch come il Clausewitz dei primi del Novecento. Una recente recensione del giornale War in History  è particolarmente interessata a studiare l'interazione fra la teoria di Bloch e i professionisti militari dell'epoca. In breve, essa rileva che questi ultimi tesero  a mettere da parte Bloch, sulla base dell'assunto che, mentre la sua "matematica" poteva essere corretta, il suo messaggio complessivo correva il rischio di avere effetti negativi sul morale delle truppe.